# Korek szlifowy
Korek szlifowy – sprzęt laboratoryjny, rodzaj korka, który służy do szczelnego zamykania naczyń, które są zaopatrzone w "żeńskie" szlify. Korki szlifowe mogą być wykonywane ze szkła, tworzyw sztucznych lub gumy.
Korki wykonane ze szkła (A–E na rysunku) składają się z główki oraz ze szlifu męskiego. Szlify w korkach są takie same jak te, które występują w innych elementach aparatury laboratoryjnej. Główki przybierają najróżniejsze kształty, z których dwa najbardziej popularne to kapelusz (A), kulka (E) i spłaszczony pręt (B, C, D). Dawniej korki wykonywane były z litego szkła (E). Produkowano je przez odlewanie w formie i ręczne szlifowanie boków. Obecnie częściej spotyka się lżejsze i bardziej odporne na stłuczenie korki "dmuchane", tj. wykonywane przez rozdmuchanie i zatopienie końca krótkiej rurki szklanej ze szlifem, który to proces jest wykonywany w całości przez maszyny (A–D).
Korki z tworzyw (F–H) składają się zwykle z prążkowanego, ściętego stożka oraz płaskiego, ale szerokiego kapelusza o kształcie koła lub wielokąta foremnego. Prążki na powierzchni stożka zapewniają odpowiednie tarcie, które zapobiega wypadaniu korka ze szlifu. Tworzywowe korki nie zapewniają zwykle dobrej szczelności zamknięcia, ale są tańsze od szklanych i się nie tłuką.
Korki gumowe są już obecnie w zaniku. Mają one kształt ściętego stożka o nieco większej średnicy końcowej od wewnętrznej średnicy szlifu. Korki te wciska się w szlif "na siłę". Nie zapewniają one zbyt dobrej szczelności i trudno jest je wyciągnąć ze szlifu. Można jednak wiercić w nich dziury, do których można później wciskać rurki szklane i budować w ten sposób bardziej złożone elementy aparatury. Współcześnie jednak, po rozpowszechnieniu się aparatury ze szlifami standaryzowanymi, technika konstruowania aparatury przy pomocy rurek i nawiercanych korków gumowych jest praktycznie w zaniku.

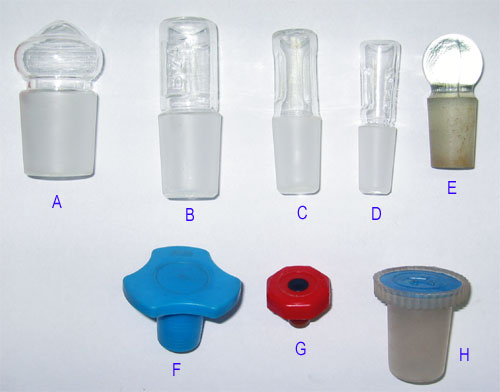
Korki laboratoryjne: A–D - szklane korki dmuchane – różne rozmiary i kształty, E – korek szklany, odlewany, lity, F–H – korki plastikowe – różne rozmiary i kształty